# Mauritiella armata
Mauritiella armata là loài thực vật có hoa thuộc họ Arecaceae. Loài này được (Mart.) Burret mô tả khoa học đầu tiên năm 1935.

## Hình ảnh

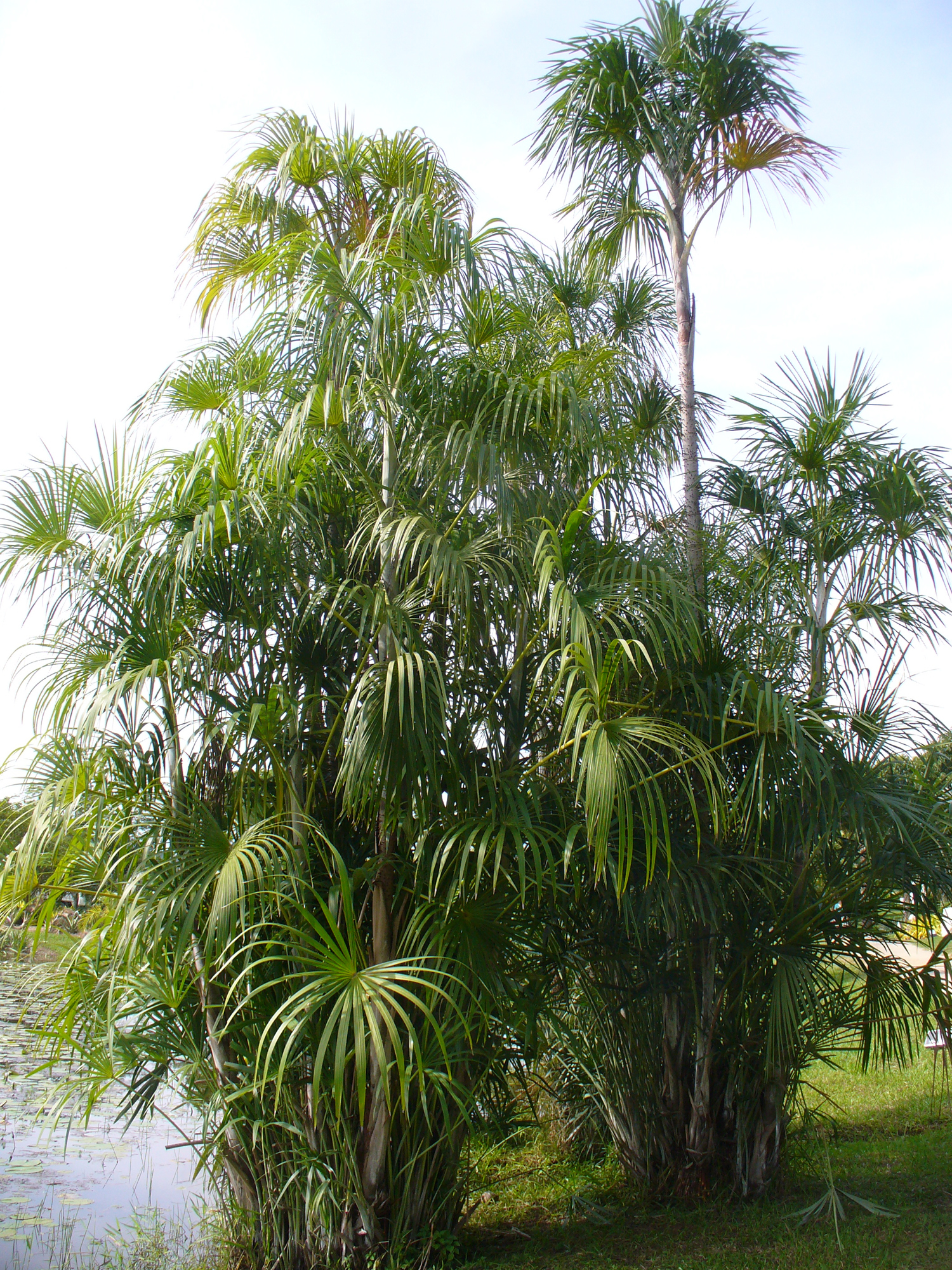
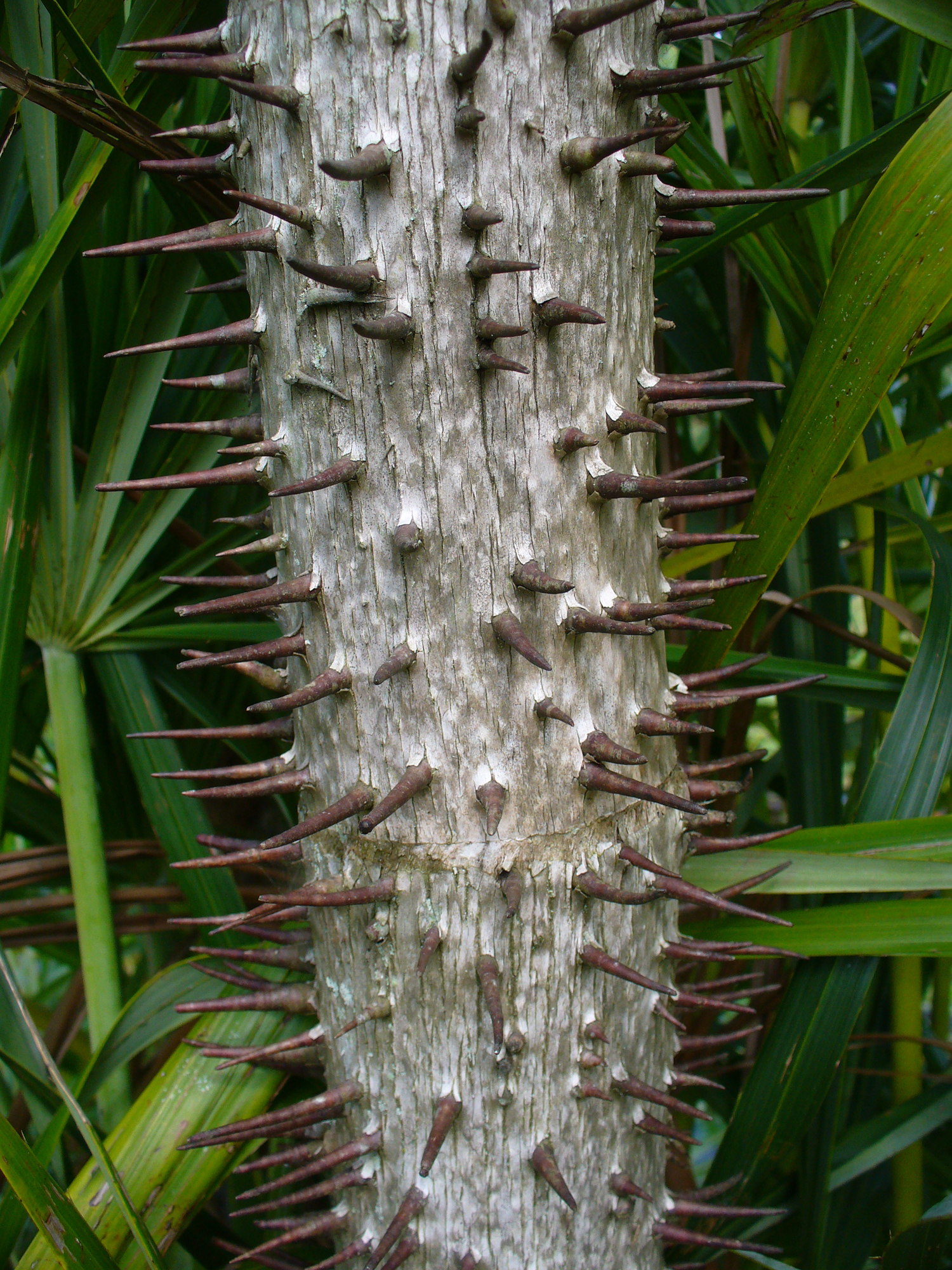